# Fotis Zaprasis
Fotis Zaprasis (griechisch Φώτης Τσαπράζης Fótis Tsaprásis; * 15. Januar 1940 in Vrysika; † 24. Juni 2002 in Halle (Saale)) war ein griechisch-deutscher Maler und Grafiker.

## Leben
Zaprasis kam als eines der „Markos-Kinder“ 1950 mit seinem Bruder Thanassis aus Griechenland über Bulgarien in die DDR. Er wurde im „Heimkombinat freies Griechenland“ in Radebeul untergebracht und erhielt dort bis 1955 in deutscher und griechischer Sprache seine Grundschulausbildung. Von 1955 bis 1958 machte er eine Lehre als Chemiefacharbeiter. Dann arbeitete er bis 1960 im Mineralölwerk Lützkendorf und in den Leuna-Werken. Dabei lernte er in einem Volkskunstzirkel den Maler Herbert Geheb kennen. Von 1960 bis 1965 studierte Zaprasis in der Fachrichtung Grafik/Illustration der Hochschule für Grafik und Buchkunst Leipzig, u. a. bei Wolfgang Mattheuer und Gerhard Kurt Müller. Seitdem war er als Maler und Grafiker in Halle (Saale), später auch in Groß Roge und zeitweilig im griechischen Nikiti freischaffend tätig. Von 1978 bis 1991 betrieb er mit Uwe Pfeifer, Otto Möhwald und Gerd Weickardt eine eigene Druckwerkstatt. 1980 hatte er eine erste Ausstellung in Griechenland. Seitdem unternahm er mehrere Reise dorthin.
Zaprasis war bis 1990 Mitglied im Verband Bildender Künstler der DDR. Er war in der DDR an vielen wichtigen Ausstellungen beteiligt, u. a. von 1967 bis 1983 an allen Deutschen Kunstausstellungen bzw. Kunstausstellungen der DDR in Dresden.
Zaprasis war in zweiter Ehe mit der Textilkünstlerin Christel Seidel verheiratet.
Er unterhielt Künstlerfreundschaften u. a. zu Wolfgang Barton und Gerhard Schwarz.

## Darstellung Zaprasis in der bildenden Kunst
- Christian Borchert: Der Maler Fotis Zaprasis in seinem Atelier (Fotografie, 1978)[3]

## Rezeption
Zaprasis Werke „werden zur Plattform des Entwurzelten, zur Ausdrucksform von Einsamkeit und Schmerz. Die Bilder wirken wie von Griechenland beeinflusst, von der Helligkeit dort. Sie sind auf ihre Weise jedoch auch sehr deutsch: romantisch und märchenhaft … Er hinterlässt der Welt mit seinem Werk ein Zeugnis der Heimatlosigkeit und Zerrissenheit.“
Zaprasis „schafft mit klar strukturierten Flächen, kontrastreichen Farben, Metaphern und Symbolen eine surreal anmutende Bildwelt.“

## Werke (Auswahl)

### Druckgrafik und Zeichenkunst (Auswahl)
- Griechen im Exil (Federzeichnung, 1967; ausgestellt 1967/1968 auf der VI. Deutschen Kunstausstellung in Dresden)[6]
- Illustration zu Vassilikos 'Z' (Radierung, 1972; ausgestellt 1972/1973 auf der VII. Kunstausstellung der DDR)[6]
- Ankunft (Aquarell; 1975; im Bestand des Lindenau-Museums Altenburg/Thüringen)[6]
- Graphiken zu Lessing (Mappe mit Graphiken, 1979; u. a. im Bestand des Lessing-Museums Kamenz)[7]
- Zu Gedichten von Johannes R. Becher (Reihe von Aquatinte-Radierungen; ausgestellt 1982/1983 auf der IX. Kunstausstellung der DDR)[6]
- Blindenbuch. (Künstlerbuch mit Prägedrucken von Zaprasis, Frieder Heinze, Günter Huniat, Ralf Klement und Olaf Wegwitz, Auflage 45 Ex.); Selbstverlag Olaf Wegwitz, Leipzig, 1988

### Plastik (Auswahl)
- Männlicher Torso (Bronze, 25 × 15 × 9,8 cm, 1974; Berlinische Galerie)

### Buchillustrationen (Auswahl)
- Dieter Mucke: Wetterhahn und Nachtigall. Gedichte. Aufbau Verlag Berlin und Weimar (Edition Neue Texte), 1973
- Edith Bergner: Das Mädchen im roten Pullover. Der Kinderbuchverlag Berlin, 1974
- Dieter Mucke: Laterna Magica–Bilder einer Kindheit. Eulenspiegel Verlag, Berlin, 1975
- Dieter Mucke: Der Kuckuck und die Katze. Der Kinderbuchverlag Berlin, vor 1977
- Variationen zu Liebesgedichten von Johannes R. Becher (Mappe mit losen Blättern). Aufbau-Verlag Berlin, 1981
- Georgios Aridas (Hrsg.): Und sie lebten glücklich… Griechische Volksmärchen. Verlag Philipp Reclam Jun. Leipzig, 1985 (Reihe Universalbibliothek Band 601)
- Vierzig Pallikaren, die ziehn zur Stadt hinaus. Neugriechische Volkslieder. Verlag Philipp Reclam jun. Leipzig, 1987 (Reihe Universalbibliothek Bd. 1195)

## Einzelausstellungen (Auswahl)
- 1969 Halle (Saale), Galerie im Ersten Stock (mit Gerhard Neumann)
- 1975 Querfurt, Kreismuseum Burg Querfurt (Landschaftszeichnungen; mit Wieland Förster, Friedrich B. Henkel und Peter Sylvester)
- 1978 Rostock, Galerie am Boulevard (Malerei und Grafik)
- 1980 Halle (Saale), Galerie am Hansering (Malerei und Grafik)
- 1980 Karl-Marx-Stadt (heute Chemnitz), Galerie Oben
- 1981 Elsterwerda, Nadler Galerie (Grafik zu Fabeln von Lessing; mit Lotte Ballarin, Renate Brömme und Walek Neumann)
- 1981 S.M.A.K. Stedelijk Museum voor Aktuele Kunst
- 1983/1984 Halle, Galerie Marktschlösschen („Zuflucht“; mit Christel Seidel-Zaprasis)
- 1988 Leipzig, Galerie am Sachsenplatz (Malerei, Aquarelle und Zeichnungen)
- 1997 Dresden, Galerie an der Schwebebahn
- 2007 Potsdam, Potsdamer Kunstverein („SCHRIFT BILD I: Fotis Zaprasis“)
- 2010 Herrenbreitungen, Schloss Herrenbreitungen (Bilder und Grafik)